# Ghost restaurant
Een ghost restaurant, dark kitchen of bezorgrestaurant (ook bekend als: delivery-only restaurant, online-only restaurant) is een type restaurant dat klanten enkel via online buffet- en maaltijdbezorging bedient. Hierbij bereidt het restaurant enkel maaltijden waarna ze via telefonisch of online platformen naar de klanten worden gebracht. Er is dus niet altijd rechtstreeks contact tussen de klant en het restaurant. Bezorgrestaurants kunnen de hoge kosten die ze betalen aan bezorgplatformen zoals Uber of Deliveroo compenseren door de lagere huur en operationele kosten. 

## Locatie
Spookrestaurants kunnen de huurkosten drukken doordat de locatie van hun keuken niet in het centrum van de stad gelegen hoeft te zijn voor de toegankelijkheid van de klant. De locatie moet echter wel bereikbaar zijn voor de koeriers van bezorgplatformen opdat de maaltijd kan worden opgehaald waarna het naar de klant gebracht kan worden. 
Dit type restaurant heeft ook significant lagere overhead-kosten. Doordat men niet in het restaurant kan eten, is er geen nood aan zaalpersoneel, meubilair voor het restaurant, verzekeringen en andere bijkomstige kosten. Het restaurant hoeft niet zichtbaar zijn voor klanten, passage en toegankelijkheid zijn geen elementen die een rol spelen bij het zoeken van een pand. De keuken kan zich bevinden op een goedkope locatie aan de stadsrand.

## Marketing
Eén restaurant kan opteren om meerdere spookrestaurants te beheren. Ook kan eenzelfde keuken maaltijden bereiden voor verschillende restaurantlabels. Doordat er geen fysiek restaurant aanwezig is, kunnen spookrestaurants heel flexibel omgaan met hun concept. Het wijzigen van het menu, het concept, de naam: alles kan eenvoudig en snel gewijzigd worden.

### Bezorgplatforms
Meestal maken spookrestaurants gebruik van meerdere bezorgplatforms. Het voordeel hiervan is dat maaltijden via meerdere kanalen besteld kunnen worden en ze hierdoor ook meer online zichtbaarheid creëren. Daarnaast kunnen ze ook beroep doen op hun eigen bezorgplatform. 

## Populariteit
Naast het eten zelf, maakt het bezorgen van de maaltijden een belangrijk component uit van de klantendienst. Dit doordat het restaurant enkel via online bezorging zijn klanten bereikt. Spookrestaurants zijn in opmars: de industrie van online maaltijdbezorging is in 2018 met meer dan 20% gestegen ten opzichte van 2017.